# Антекліза
Антеклі́за (грец. αντι — проти; εγκλινω — відхиляти) — широке пологе підняття верств земної кори овальних або неправильно-округлих обрисів.
Протилежне — синекліза.
Антекліза розвивається внаслідок довготривалих тектонічних рухів, спрямованих переважно вгору, і є основною структурою платформ.
Ядро, або основу антеклізи становлять докембрійські породи фундаменту платформи. Похил верств на крилах антеклізи вимірюється частками градуса; потужність осадового комплексу на крилах менша, ніж у склепінчастій частині. 

Спостерігаються часті перерви і випадання окремих верств осадових порід, іноді їх зовсім немає, і на поверхню виступає древній кристалічний фундамент, наприклад: Анабарська антекліза, Воронезька антекліза.